# Salwa Fawzi el-Deghali
Salwa Fawzi El-Deghali (arabe : سلوى فوزي الدغٌلً) est une universitaire libyenne, membre du Conseil national de transition pendant la révolution libyenne de 2011, chargée des affaires féminines. Elle possède un doctorat en droit constitutionnel. Elle enseignait à l'Académie des études supérieures de Benghazi.

## Biographie
El-Deghali est l'une des trois femmes membres du Conseil national de transition, mais est la première qui a rendu son identité publique. Responsable des affaires féminines, elle a également des responsabilités dans le domaine de la justice. Elle dirige ainsi le Comité juridique consultatif. Elle s'est inquiétée de la possibilité de l'existence d'une « cinquième colonne » de pro-Kadhafi, au sein de l'Armée de libération nationale. Elle a également été responsable d'enquêter sur les crimes des mercenaires employés par Mouammar Kadhafi, notamment collecter des preuves de crimes de guerre afin de les présenter devant la Cour pénale internationale. Elle aide maintenant au fonctionnement du nouveau gouvernement et à la mise en place d'un nouveau système judiciaire et juridique. Toutefois, elle a déclaré que la rédaction de la nouvelle constitution libyenne sera déléguée à une assemblée élue et non pas au Comité consultatif juridique.

## Sources
- (en) Cet article est partiellement ou en totalité issu de l’article de Wikipédia en anglais intitulé « Salwa El-Deghali » (voir la liste des auteurs).